# Ceratoculicoides virginianus
Ceratoculicoides virginianus är en tvåvingeart som först beskrevs av Wirth 1951.  Ceratoculicoides virginianus ingår i släktet Ceratoculicoides och familjen svidknott. Inga underarter finns listade i Catalogue of Life.